# Micronutriente
Micronutrientes ou oligoelementos são nutrientes necessários à manutenção de algum organismo, como no caso do cromo para o corpo humano, necessário em quantidades extremamente pequenas, e de alguns metais para plantas. São nutrientes necessários para a manutenção do organismo, embora sejam requeridos em pequenas quantidades, de miligramas a microgramas. Fazem parte deste grupo as vitaminas e os minerais, os quais são essenciais e devem estar diariamente presentes na alimentação. O défice de micronutrientes pode provocar doenças ou disfunções, ao passo que o o excesso pode acarretar intoxicações. Por esse motivo, a dieta deve ser sempre equilibrada e variada. Os micronutrientes compõem o sistema de defesa antioxidante que protegem o organismo de moléculas potencialmente prejudiciais (espécies reativas de oxigênio, nitrogênio e cloro), tendo importância na resposta imune inata.
Quantidades traço significam quantias extremamente pequenas detectadas em certo ambiente ou amostra, falando-se na ordem dos microgramas por litro. Mesmo sendo tão pequenas, tais quantias são frequentemente importantes para o ambiente em que se encontram, sendo alguns componentes conhecidos necessários ao corpo humano, responsável pela morte de várias espécies de vegetais e contaminação bastante significativa do ar, solo e água.

## Funções dos microminerais
- Estrutural: Pela simples participação na constituição das estrutura dos órgãos.
- Físico-química: Caracteriza-se pela ação do elemento per sí na execução de uma tarefa biológica.
- Catalisadora de reações bioquímicas (enzimas, coenzimas, cofatores, metaloproteínas e hormônios): Principalmente relacionada com os microelementos incorporados ou associados às enzimas, coenzimas ou cofatores, metaloproteínas e hormônios, estes elementos têm papel fundamental como reguladores da velocidade (catalisadores ou de desencadeamento de reações bioquímicas orgânicas. Os cofatores enzimáticos são enzimas que precisam de íons, chamadas metaloenzimas, e o íon pode atuar de várias formas: como centro catalítico primário, no sítio ativo da enzima; como complexo de coordenação ou grupo de união entre o substrato e a enzima; como estabilizador da conformação da enzima. Exemplos de metaloenzimas; anidrase carbônica (Zn2+), citocromo oxidase (Cu+).

## Lista de micronutrientes
- Ferro (Fe)
- Zinco (Zn)
- Cobre (Cu)
- Manganês (Mn)
- Selênio (Se)
- Cromo (Cr)
- Iodo (I)
- Flúor (F)
- Arsénio (As)
- Boro (B)
- Molibdênio (Mo)
- Cobalto (Co)
- Estanho (Sn)
- Níquel (Ni)
- Vanádio (V)
- Silício (Si)

## Molibdênio

### Função na planta
Sua principal atuação está no processo de fixação simbiótica do nitrogênio e em outros processos fisiológicos das plantas superiores. O Mo participa ativamente como cofator integrante nas enzimas nitrogenase, redutase do nitrato e oxidase do sulfato, e está intensamente relacionado com o transporte de elétrons durante as reações bioquímicas

### Deficiência
A falta de Mo no solo irá ocasionar menor síntese da enzima nitrogenase, com consequente redução da fixação biológica do nitrogênio (N2).
A deficiência de Mo na soja pode ser percebida na coloração (amarelada pálida) das folhas mais velhas, semelhante a deficiência de nitrogênio. Nas situações de deficiência, o íon Mo se desloca das folhas mais velhas para as mais novas.

### Absorção pela planta
O teor de Mo total no solos encontra-se na faixa de 0,5 a 5,0 ppm, onde ocorre nas seguintes fases: solúvel na solução do solo, adsorvido na fração coloidal, retido na rede cristalina dos minerais primários e quelado à matéria orgânica.
Em condições de pH extremamente baixo, o Mo existente na solução do solo encontra-se predominantemente em forma não dissociada de ácido molíbdico (H2MoO4). Com o aumento do pH, o H2MoO4 se dissocia em (HMoO4-) e, posteriormente, a molibdato (MoO42-), o qual se torna a forma predominante em solos de pH neutro e alcalino. O suprimento para as plantas é feito principalmente na forma de MoO42-, presente na solução do solo, via fluxo de massa.

### Correção quanto à toxidez
O Mo é facilmente liberado dos minerais primários pela intemperização. Comparado com os outros micronutrientes, ele permanece relativamente móvel como molibdatos potencialmente solúveis. Entretanto, esses molibdatos são adsorvidos nas superfícies de minerais primários e da fração coloidal, fazendo com que a disponibilidade do Mo no solo seja dependente do pH. A correção do pH dos solos ácidos, através da calagem, aumenta a disponibilidade de molibdênio, justificando-se esta ocorrência com o mecanismo de troca dos ânions de molibdato (MoO42-) por hidroxila (OH-). Muitos trabalhos de pesquisa indicam que o uso do calcário em solos ácidos elimina a possibilidade de resposta à fertilização com o Mo.
Portanto, quando o solo esta sofrendo saturação por Mo, deve-se evitar o uso de calcário para que este seja adsorvido pelo solo.